# آلف لیتلهیلز
آلف لیتلهیلز (انگلیسی: Alf Littlehales؛ 1867 – ۱۸ نوامبر ۱۹۴۲) بازیکن فوتبال اهل بریتانیا بود.
از باشگاه‌هایی که در آن بازی کرده‌است می‌توان به باشگاه فوتبال استوک سیتی، باشگاه فوتبال ساوت‌همپتون، و باشگاه فوتبال ولورهمپتون واندررز اشاره کرد.